# Источник (часопис)
Источник је први световни часопис посвећен превасходно хришћанским теолошким темама, византијском културном кругу, српској средњовековној уметности, књижевности и духовној култури. Први број часописа изашао је марта месеца 1992. године, под покровитељством Књижевног друштва „Писмо” из Земуна. Излази тромесечно. Часопис је покренут на иницијативу српских књижевника Раше Ливаде и Милутина Петровића.
Штампање "Источника" помажу Министарство културе и информација као и Министарство вера и дијаспоре Републике Србије.

## Историја
Часопис Источник злази од 1992. године, прво под покровитељством Књижевног друштва „Писмо” из Земуна, а од 1993. под покровитељством Удружења књижевника Србије и Српског ПЕН-центра.

## Редакција и уредништво
Оснивач и главни уредник Источника је књижевник Милутин Петровић. Међу члановима уређивачког одбора и савета часописа су још владика бачки Иринеј, професор старе српске књижевности на Филолошком факултету у Београду Ђорђе Трифуновић, песници Миодраг Павловић, Љубомир Симовић и Раша Ливада, психијатар и професор Богословског факултета др Владета Јеротић, антрополог Бојан Јовановић и преводиоци Божидар Зец и Петар Јевремовић.